# Blackburn Buccaneer
Blackburn Buccaneer – brytyjski odrzutowy, poddźwiękowy pokładowy samolot szturmowy, skonstruowany w latach 50. w wytwórni Blackburn Aircraft, w służbie od 1961 do 1994.

## Historia
W lipcu 1953 marynarka brytyjska Royal Navy zgłosiła wymagania na projekt dwumiejscowego pokładowego samolotu uderzeniowego, zdolnego do przenoszenia broni nuklearnej i lotu poniżej pułapu wykrywania stacji radarowych, oznaczony NA.39. Wśród wymagań była możliwość lotu z dużymi prędkościami na małych wysokościach (1038 km/h na 60 m), wymagająca mocnej konstrukcji samolotu. Firma Blackburn Aircraft opracowała według tych wymagań projekt samolotu B.103, wykorzystując doświadczenia z wcześniejszych prac nad niezaakceptowanym myśliwcem. Problemem było jednak znalezienie silników o odpowiednim ciągu i rozmiarach. Rozwiązano to przez opracowanie lżejszej wersji silnika de Havilland Gyron, o ciągu zmniejszonym do 31,6 kN, uzyskując silnik Gyron Junior 101. Projektowanie rozpoczęto w 1954 i wstępny projekt opracowano w tym samym roku. Został on zaakceptowany przez marynarkę do realizacji i zamówiony dla lotnictwa marynarki wojennej (Fleet Air Arm – FAA).

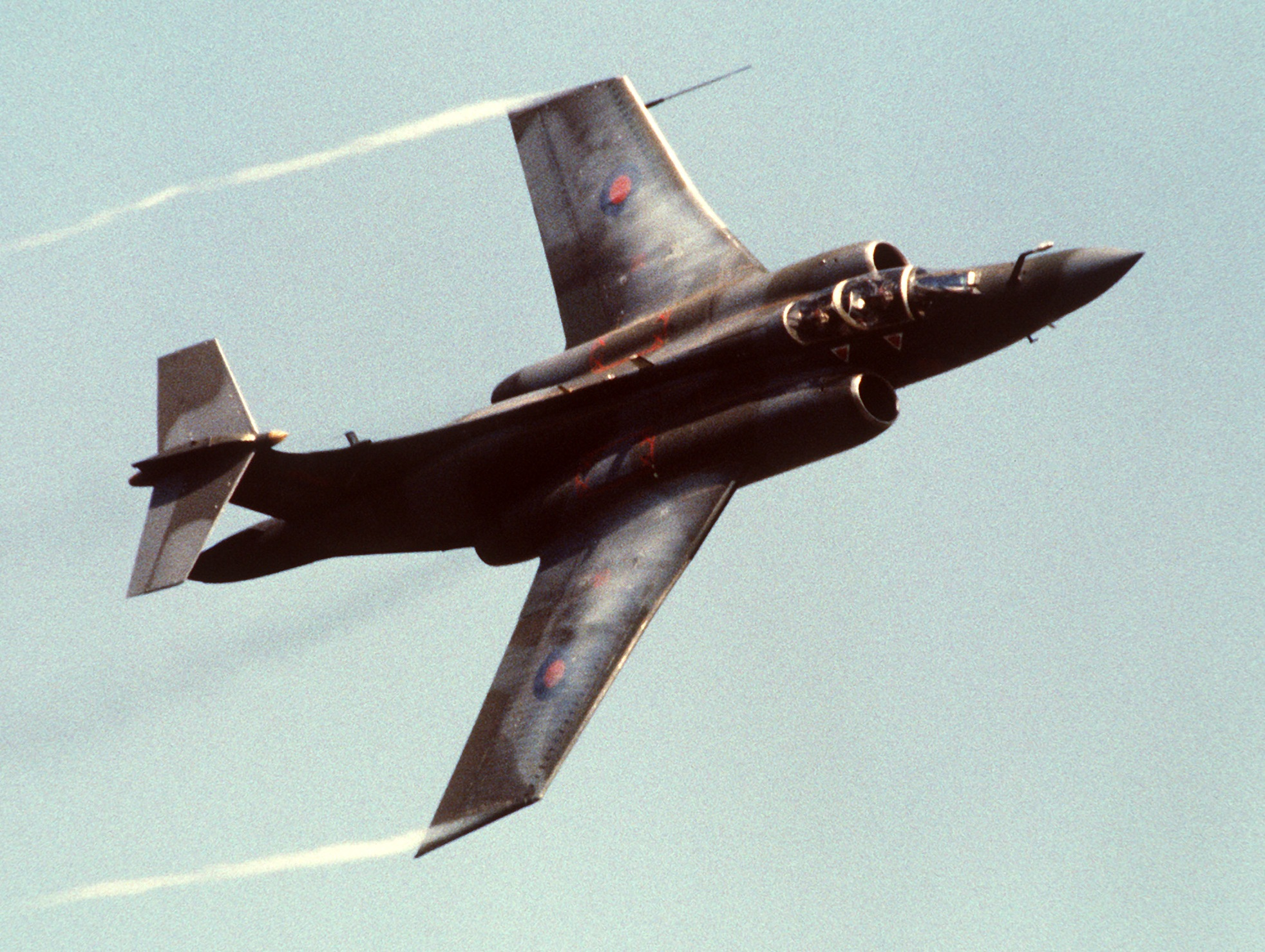
Buccaneer w locie

Pierwszy prototyp samolotu B-103 / NA.39 o numerze XK486 oblatano 30 kwietnia 1958 roku. Prototyp ten nie miał jeszcze składanych skrzydeł. Razem z prototypem zbudowano 20 samolotów serii przedprodukcyjnej, różniących się detalami w celu wyłonienia najlepszej konfiguracji. 19 stycznia 1960 roku podczas prób samolot po raz pierwszy wylądował na pokładzie lotniskowca (HMS „Victorious”). Podczas prób stracono kilka samolotów z różnych przyczyn. W sierpniu 1960 nowy samolot otrzymał oficjalną nazwę wojskową Buccaneer (bukanier, pirat). Pierwszą wersją produkcyjną była S Mk.1 (S.1) – S od strike – pol. „uderzeniowy”. Zbudowano jej 40 egzemplarzy.
Samolot miał pewne unikalne cechy konstrukcyjne, jak komorę bombową z obrotowymi drzwiami, na których wewnętrznej powierzchni podwieszony był ładunek bojowy. Rozwiązanie to zmniejszało opory lotu oraz ujemny wpływ warunków zewnętrznych na zespoły elektroniczne uzbrojenia. Ponieważ rozważano ataki z lotu nurkowego, miał też hamulec aerodynamiczny w stożku ogonowym. Po raz pierwszy zastosowano osłonę kabiny z wtopionym sznurem wybuchowym w celu jej rozkruszenia przy konieczności katapultowania się załogi, przy czym rozwiązanie to, opracowane z myślą o ewakuacji z samolotu, który wpadł do wody, okazało się praktyczne także w powietrzu. Kadłub samolotu został skonstruowany zgodnie z regułą pól – z przewężeniem w miejscu mocowania skrzydeł dla zmniejszenia oporu przy prędkościach okołodźwiękowych.
Ponieważ wkrótce okazało się, że zastosowane silniki są zbyt słabe, od 1959 zaczęto szukać nowych jednostek napędowych, które zmieściłyby się w kadłubie i otworach w dźwigarach skrzydeł. Wybrano silnik Rolls Royce RB.168-1A Spey o ciągu 49,4 kN, podobnej masie i nawet mniejszym zużyciu paliwa. 17 maja 1963 oblatano prototyp nowej wersji S Mk.2, przebudowany z S.1 (numer XK526). Przy tym, zmodernizowano inne podzespoły samolotu, w tym zastosowano mocniejsze podwozie i nieco przedłużone końcówki skrzydeł. Od wersji S.1 łatwo odróżniają ją znacznie większe wloty powietrza do silników. Od 1964 roku do grudnia 1968 zbudowano 84 samoloty wersji S.2 dla Royal Navy. Próby morskie tej wersji rozpoczęto jednak dopiero w 1965. Od lat 60. producentem samolotu był Hawker Siddeley.
Jedyną wersją eksportową była S Mk.50, których 16 zbudowano dla RPA. Prototyp oblatano w styczniu 1965. Wersja ta była oparta na Mk.2, lecz pozbawiona wyposażenia morskiego i składanych skrzydeł, za to dostosowana do montażu dwóch rakietowych przyspieszaczy startowych (RATO).
Dalszy rozwój samolotu wiązał się z zainteresowaniem ze strony lotnictwa brytyjskiego – Królewskich Sił Powietrznych (Royal Air Force – RAF). Zbiegło się ono w czasie z krytyką kosztownego programu samolotu BAC TSR-2, który napotykał problemy. Jako alternatywę Blackburn proponował nowe modele, będące dalekim rozwinięciem Buccaneera: myśliwiec P.140, wariant uderzeniowy P.145 oraz ponaddźwiękowy samolot uderzeniowy P.150 (oparty na Buccaneerze z dłuższym kadłubem i nowymi skrzydłami). Projekty te jednak nie zostały zrealizowane.
W 1968 jednak, w związku z anulowaniem programu TSR.2 i konieczności zastąpienia starzejących się bombowców taktycznych English Electric Canberra, po rezygnacji z zakupienia amerykańskich General Dynamics F-111, RAF zdecydował zamówić 26 Buccaneerów S.2. Kolejne Buccaneery RAF otrzymał z zapasów Marynarki, która w latach 70. wycofywała ten typ samolotu.
Samoloty RAF-u zostały zmodyfikowane między innymi przez opcjonalną instalację wypukłych obrotowych drzwi komory bombowej, mieszczących dodatkowy zbiornik paliwa pojemności 2000 l oraz ulepszenie awioniki. Zmodyfikowane samoloty przekazane z lotnictwa marynarki otrzymały oznaczenie S.2A. Nowo zbudowane samoloty zostały natomiast przystosowane do przenoszenia pocisków powietrze-ziemia Martel (przeciwradarowych AS.37 lub naprowadzanych telewizyjnie AJ.168) i oznaczone S.2B. Podczas służby wyposażono je także w środki walki radioelektronicznej. Samoloty nadal używane przez lotnictwo marynarki, odpowiadające wersji S.2A, otrzymały oznaczenie S.2C, a nieliczne przystosowane do przenoszenia pocisków Martel – S.2D.
Produkcja Buccaneerów S.2B dla RAF zakończyła się w 1977 roku, po zbudowaniu 46 sztuk. Ogółem zbudowano 206 samolotów.

## Służba

### Fleet Air Arm

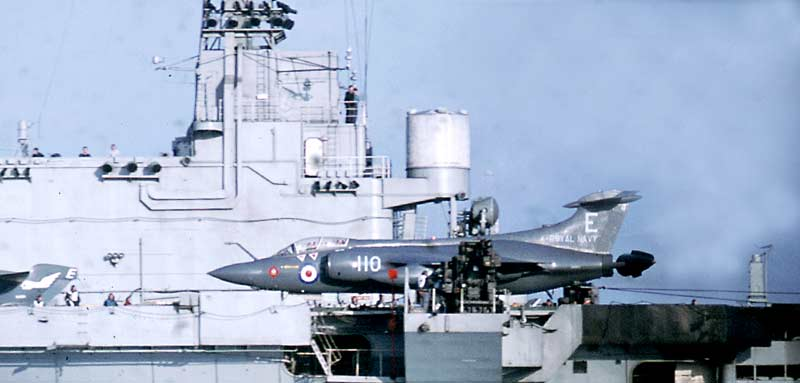
Buccaneer po wylądowaniu na HMS "Eagle", 1970 (widoczny hamulec aerodynamiczny i zaczepiona lina hamująca)

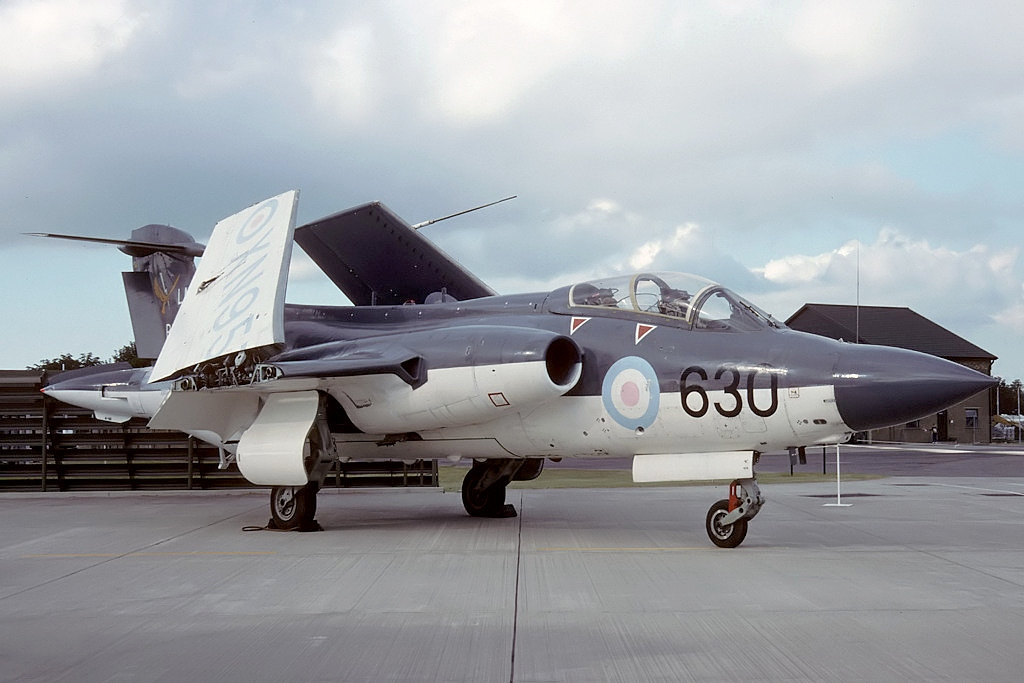
Buccaneer S.1 lotnictwa FAA ze złożonymi skrzydłami

W celu wdrożenia nowego samolotu w brytyjskim lotnictwie marynarki wojennej (FAA), sformowano w marcu 1961 szkolną eskadrę (flight) 700Z w bazie RNAS Lossiemouth w Szkocji, rozwiązaną w 1963. Baza Lossiemouth pozostała jednak związana z Buccaneerami przez najbliższe ponad 30 lat. Pierwszym operacyjnym dywizjonem Buccaneerów był dywizjon 801 FAA, który otrzymał samoloty wersji S.1 w lipcu 1962 i w lutym 1963 został zaokrętowany przejściowo na lotniskowiec HMS „Ark Royal”, z którym odbył krótki rejs na Morze Śródziemne do marca, następnie od połowy 1963 trafił na HMS „Victorious”. Kolejne Buccaneery otrzymał w grudniu 1964 dywizjon 800 FAA na lotniskowcu HMS „Eagle”.
Jako samolot szturmowy, Buccaneer zastąpił przede wszystkim Supermarine Scimitar. Jednakże, okazało się, że silniki Buccaneerów S.1, zwłaszcza w gorącym klimacie, są za słabe na start samolotu z lotniskowca z pełnym ładunkiem uzbrojenia i paliwa. Dlatego też na "Eagle" stosowano w dalszym ciągu samoloty Scimitar w roli powietrznych tankowców dla Buccaneerów, które teraz startowały z małym zapasem paliwa i uzupełniały go po starcie. Samoloty z "Eagle" w 1966 uczestniczyły w blokadzie dostaw ropy naftowej do Rodezji przez Mozambik (tzw. patrol Beira). 28-29 marca 1967 roku Buccaneerów użyto do nietypowej roli zatopienia bombami tankowca "Torrey Canyon", który wszedł na skały koło Kornwalii, i zapalenia znajdującej się w nim i wypływającej z niego ropy. Podczas służby, samoloty otrzymały możliwość przenoszenia pocisków powietrze-powietrze bliskiego zasięgu AIM-9B Sidewinder.
Podczas prób wersji S.2 w 1965, prowadzonych także na amerykańskim lotniskowcu USS „Lexington”, jeden z Buccaneerów dokonał przelotu z Goose Bay w Kanadzie do Lossiemouth w Szkocji bez uzupełniania paliwa, w ciągu 4 godzin i 16 minut (odległość 1950 mil). Był to pierwszy nieprzerwany przelot nad Atlantykiem samolotu Fleet Air Arm.
Od października 1965 wprowadzano wersję S.2 do 801. dywizjonu z HMS "Victorious", w 1966 do 809. dywizjonu na HMS „Hermes”, w 1967 do 800. dywizjonu na HMS "Eagle". Na początku lat 70. rozpoczęło się jednak wycofywanie brytyjskich lotniskowców przenoszących Buccaneery – w 1970 rozwiązano 801 dywizjon, w 1972 – 800 dywizjon i 736 dywizjon szkolny. Samoloty tych dywizjonów przekazywano do RAF-u. Od 1973 weszła do służby wersja S.2D przystosowana do pocisków Martel, ale używano ich operacyjnie dopiero od 1975. Jedynym dywizjonem Buccaneerów w służbie pozostał 809. na HMS "Ark Royal", rozwiązany po jego wycofaniu w 1978.
Buccaneery uważane były za bardzo udane samoloty, jedne z najlepszych konstrukcji używanych przez FAA. Szczególnie dobre były ich własności lotne na niskim pułapie. Podczas ich służby kilka samolotów jednak uległo wypadkom (w tym 2 S.2 w 1966 i 2 S.1 w 1970). Popularnie były nazywane Banana Jet – "odrzutowy banan", z powodu przewężenia kadłuba oraz faktu, że początkowo program rozwoju Buccaneera był oznaczony BNA (Blackburn Naval Aircraft – morski samolot Blackburn) lub BANA (Blackburn Advanced Naval Aircraft – ulepszony morski samolot Blackburn).
Buccaneery używane były na czterech brytyjskich lotniskowcach w składzie 3 operacyjnych dywizjonów FAA: 800, 801, 809, szkolnym dywizjonie 736 oraz w szkolnych eskadrach 700Z, 700B (sformowanej w celu wprowadzenia wersji S.2) i testowym dywizjonie 803 FAA:
- HMS „Victorious”
  - 801 dywizjon FAA, S.1, 1962-1965; S.2, 1965-67
- HMS „Eagle”
  - 800 dywizjon FAA, S.1, 1964-66; S.2 1967-72
- HMS „Hermes”
  - 809 dywizjon FAA, S.2, 1966-68
  - 801 dywizjon FAA, S.2, 1968-70
- HMS „Ark Royal”
  - 809 dywizjon FAA, S.2, 1970-78

### Royal Air Force
Pierwszą jednostką RAF-u używającą Buccaneerów był 12 dywizjon w Honington, sformowany w październiku 1969. W październiku 1970 i styczniu 1971 sformowano kolejne dwa dywizjony: 15 i 16, stacjonujące w Laarbruch w RFN. W 1974 sformowano 208 dywizjon w Honington, a w 1979 – 216 dywizjon, kończąc przejmowanie Buccaneerów z lotnictwa morskiego. W celu przeszkalania załóg z innych samolotów sformowano też jednostkę przeszkolenia operacyjnego 237 OCU (Operational Conversion Unit). Dywizjony 12 i 216 przeznaczone były do obrony wybrzeża i zwalczania okrętów. RAF używał ogółem ok. 90 Buccaneerów.

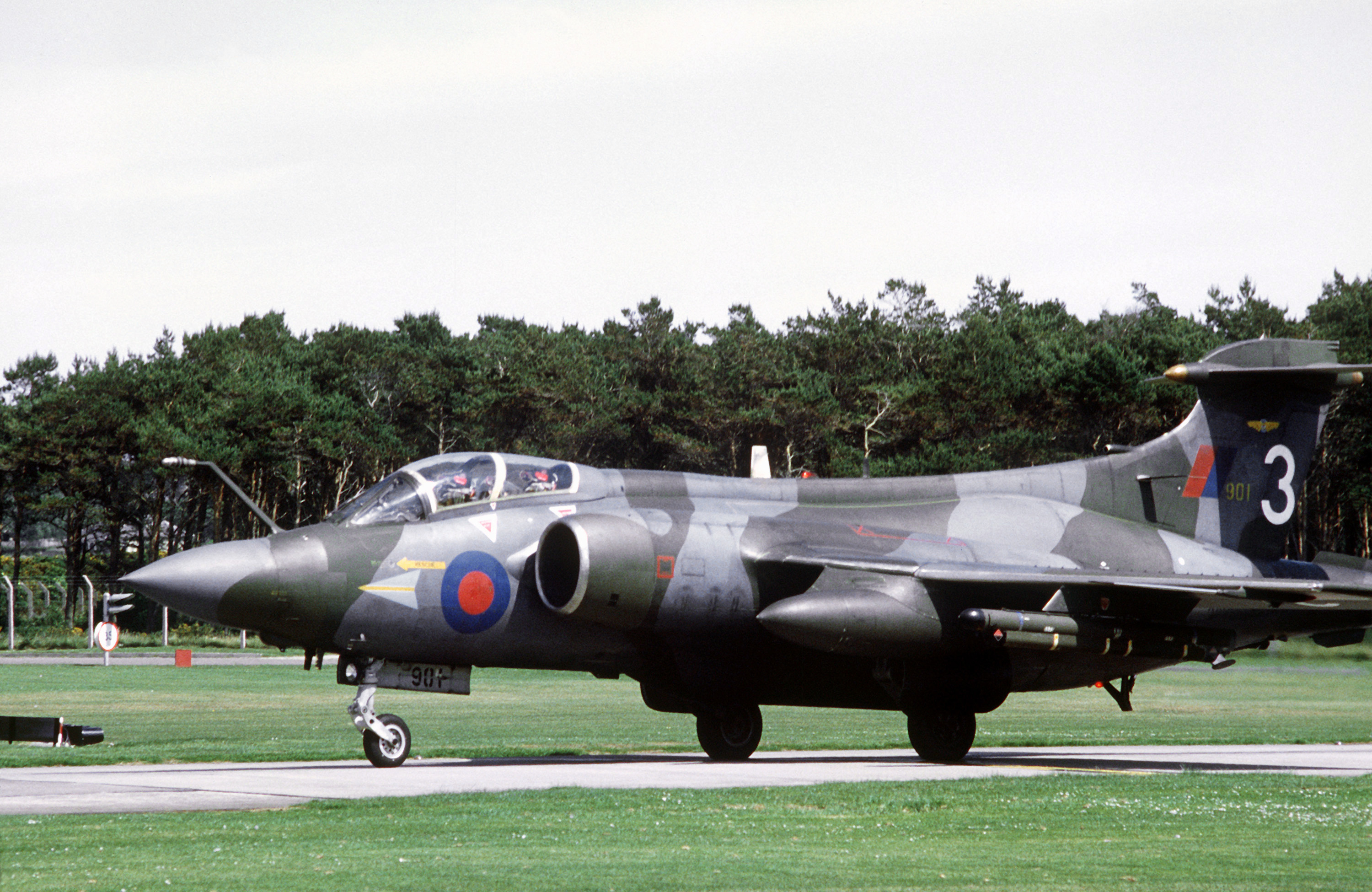
Buccaneer RAF-u w typowym kamuflażu, 1981

Od 1972 wprowadzono wersję S.2B przystosowaną do pocisków Martel, ale używano ich operacyjnie dopiero od 1974, w 12 dywizjonie. Z kolei dywizjony bazujące w RFN były przystosowane do przenoszenia broni jądrowej. Od 1977 Buccaneery RAF-u uczestniczyły w dorocznych ćwiczeniach w bombardowaniu Red Flag w Nevadzie w Stany Zjednoczone, gdzie osiągały bardzo dobre rezultaty w atakach z niskiego pułapu. Jednakże, w 1980 jeden z nich podczas ćwiczeń rozpadł się w powietrzu na skutek zmęczenia konstrukcji dźwigarów skrzydeł intensywnie używanych samolotów wersji S.2. Częściowo wzmocniono ich konstrukcję, zmniejszono też intensywność lotów przez czasowe uziemienie, a 216 dywizjon rozwiązano. Od 1983 rozpoczęto też ich zastępowanie nowymi samolotami Panavia Tornado (w 1983 Tornada otrzymał 15 dywizjon, w 1984 – 16 dywizjon).
Pod koniec lat 70. i w latach 80. Buccaneery poddawano modyfikacjom wyposażenia. Około 1978 samoloty przystosowano do przenoszenia zasobników z laserowym systemem naprowadzania uzbrojenia i oznaczania celów AN/AVQ-23E Pave Spike, co dało im możliwość przenoszenia bomb kierowanych Paveway II o masie 454 kg (według innych publikacji: dopiero po 1980). Od 1980 (inne publikacje: 1976) część Buccaneerów otrzymała jako środki samoobrony możliwość przenoszenia zasobnika zakłóceń AN/ALQ-101 i wyrzutnie celów pozornych. Od 1983 część otrzymała możliwość przenoszenia pocisków powietrze-powietrze AIM-9G / L Sidewinder. 208 dywizjon skierowano do zadań obrony wybrzeża i od 1986 jego samoloty wyposażono w pociski przeciwokrętowe Sea Eagle, a od 1988 otrzymał je także 12 dywizjon. Samoloty 237 OCU otrzymały na wypadek wojny zadanie wyznaczania celów dla samolotów Tornado i SEPECAT Jaguar.
Brytyjskie Buccaneery zostały niespodziewanie użyte bojowo dopiero pod koniec ich kariery – podczas wojny w Zatoce Perskiej, kiedy okazało się, że brytyjskie Tornada GR.1A nie są przystosowane do przenoszenia uzbrojenia naprowadzanego laserowo na skutek opóźnień w dostarczeniu odpowiednich systemów. W ciągu trzech dni alarmowo przebazowano 25 stycznia 1991 sześć Buccaneerów S.2B z zasobnikami Pave Spike do Arabii Saudyjskiej, po czym kolejne sześć. Pierwsza misja bojowa miała miejsce 2 lutego 1991 (inne dane: 4 lutego). Ogółem w 218 misjach bojowych Buccaneery 169 razy podświetlały cele dla samolotów Tornado używających bomb naprowadzanych laserowo typu Mark 13/18 (głównie mosty i lotniska), a także w miarę osłabiania irackiej obrony przeciwlotniczej, same zrzuciły 48 bomb kierowanych Paveway II, bez strat.
Po wojnie z Irakiem, rozpoczęto wycofywanie ostatnich Buccaneerów. W październiku 1991 rozwiązano 237 OCU, a w październiku 1993 12 dywizjon. Po przystosowaniu samolotów Tornado do przenoszenia pocisków przeciwokrętowych Sea Eagle, Buccaneery 208 dywizjonu zostały wycofane (31 marca 1994 odbyły ostatni lot operacyjny). Trzy samoloty tego typu były nadal używane przez kilka lat do celów testowania aparatury elektronicznej.

### Republika Południowej Afryki

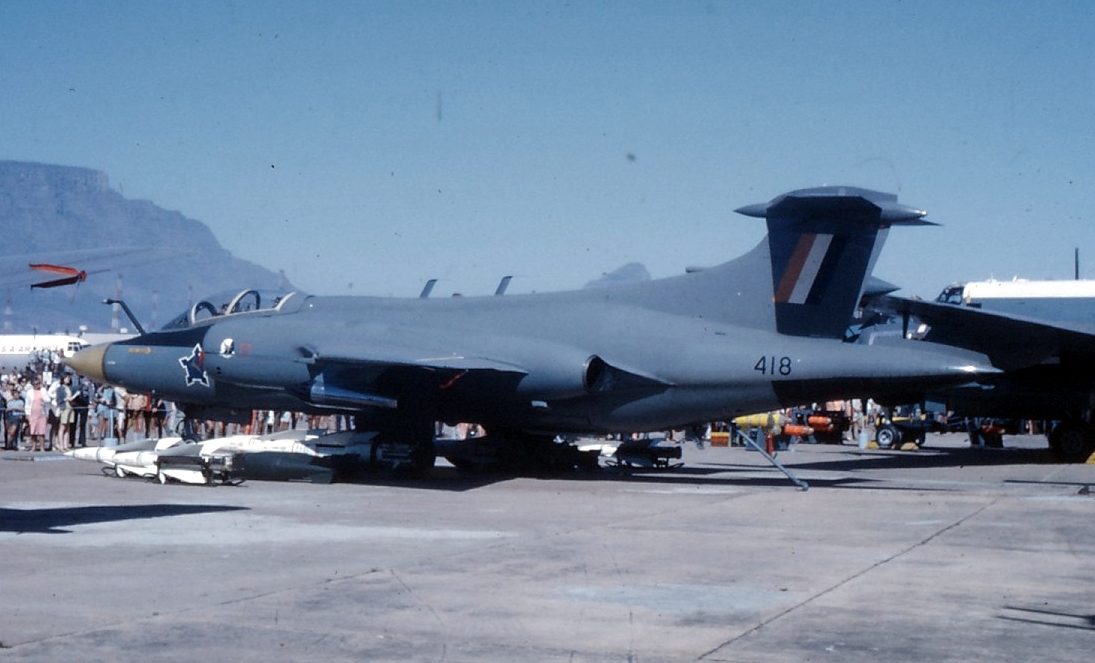
Południowoafrykański Buccaneer w 1970

RPA otrzymała w 1965 16 samolotów Buccaneer S.50, używanych w 24 dywizjonie SAAF. Planowane były dalsze zakupy, lecz rząd brytyjski je zablokował z uwagi na embargo ogłoszone z powodu polityki apartheidu w RPA. Samoloty południowoafrykańskie zostały użyte bojowo podczas interwencji w Angoli przeciw wojskom angolskim, pierwszy raz 7 września 1987. Samoloty RPA zostały przystosowane do przenoszenia pocisków kierowanych powietrze-ziemia AS.30. Pomimo braku strat, południowoafrykańskie samoloty wycofano na skutek zużycia 30 czerwca 1991.

## Opis konstrukcji

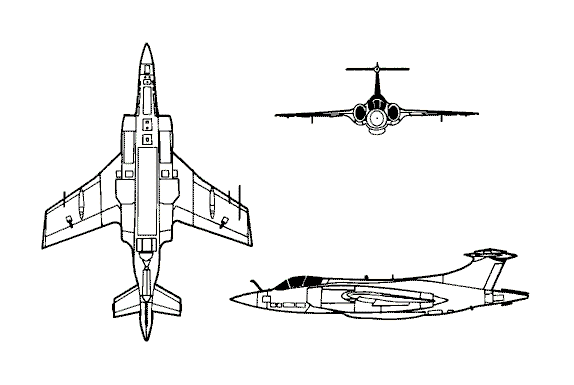
Plan samolotu Blackburn Buccaneer S.2

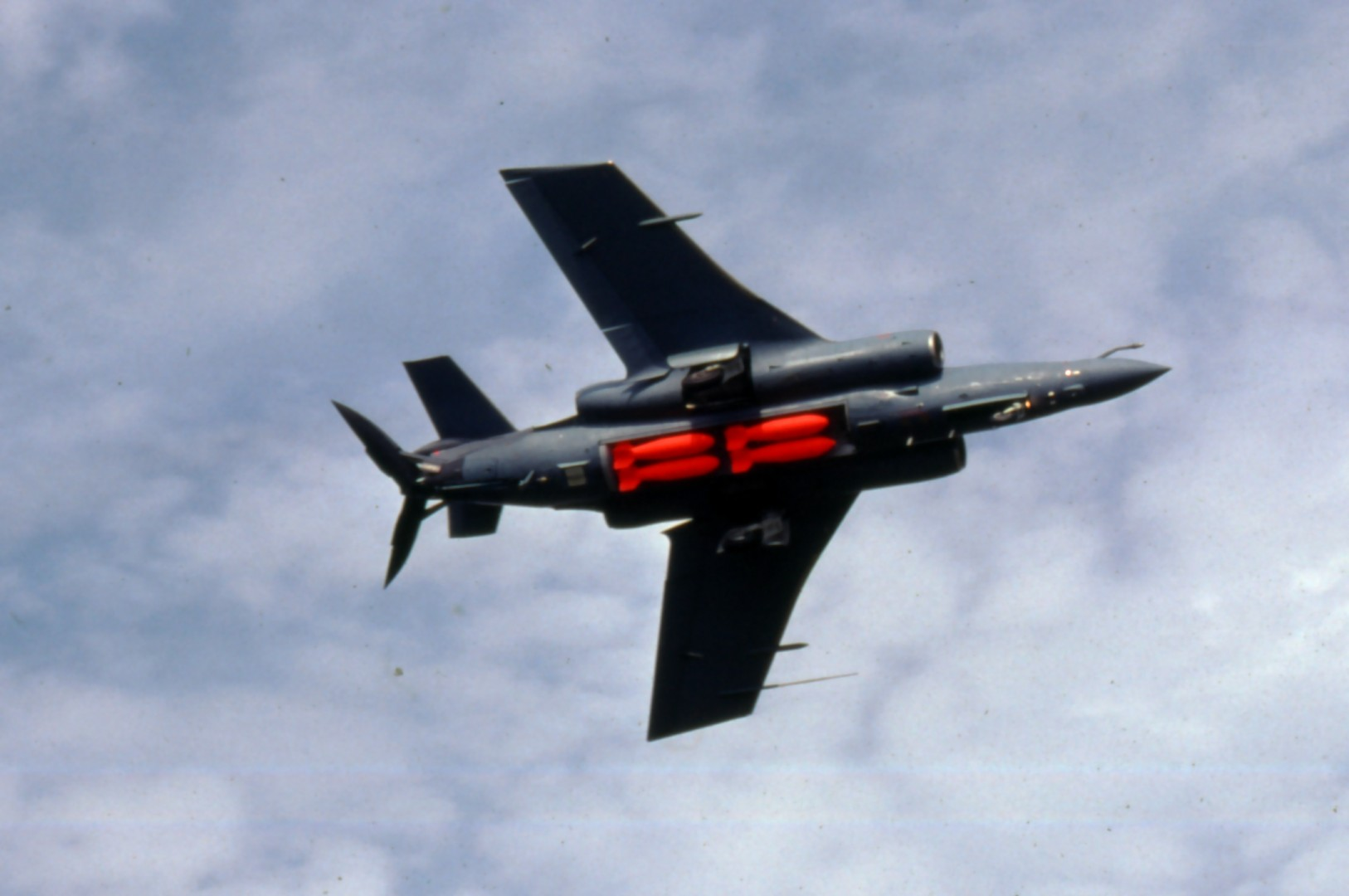
Południowoafrykański Buccaneer z otwartą komorą bombową

Całkowicie metalowy dwumiejscowy średniopłat konstrukcji półskorupowej, ze skrzydłami o skosie 40°-38°. Kadłub samolotu skonstruowany zgodnie z regułą pól. Silniki w gondolach po bokach kadłuba, u nasady skrzydeł, przechodzących w kadłub. Skrzydła składane do hangarowania do góry. Usterzenie w formie "T". Na końcu kadłuba hamulec aerodynamiczny w formie dwóch rozchylanych na boki połówek stożka końcowego. Kabina załogi z miejscami w układzie tandem i wspólną osłoną, odsuwaną do tyłu, ze stałym wiatrochronem, wyposażona w fotele wyrzucane Martin-Baker. Podwozie samolotu trójpodporowe, chowane; podwozie główne chowane do skrzydeł i gondol silnikowych; hak do lądowania pod częścią ogonową. Pojemność wewnętrznych zbiorników paliwa w kadłubie 7092 l, można było przenosić dwa zbiorniki podwieszane wyprofilowane do skrzydeł o pojemności po 1136 l oraz zbiornik w drzwiach komory bombowej o pojemności 2000 l. Samolot miał stałą sondę do pobierania paliwa w locie nad nosem.
Napęd: 2 silniki turboodrzutowe:
- S.1: de Havilland Gyron Junior 101 o ciągu po 31,6 kN
- S.2: Rolls Royce RB.168-1A Spey o ciągu po 49,4 kN

Wyposażenie elektroniczne: radar Ferranti Blue Parrot w nosie kadłuba, służący także do wspomagania celowania. System wykrywania opromieniowania przez radar.
Uzbrojenia stałego brak, uzbrojenie podwieszane o masie do 5400 kg w komorze bombowej i na czterech węzłach pod skrzydłami, w postaci np. osiem bomb o masie do 454 kg (1000 lb), bomb kasetowych BL755, wyrzutni niekierowanych pocisków rakietowych SNEB, taktycznej bomby nuklearnej Red Beard lub dwóch WE177. Późne modernizowane wersje S.2B i S.2D – także pociski kierowane MARTEL (4 przeciwradarowe MARTEL AS.37 lub 3 pociski powietrze-ziemia/woda kierowane telewizyjnie MARTEL AJ.168), 2 pociski powietrze-ziemia AGM-12 Bullpup, 4 pociski przeciwokrętowe Sea Eagle, bomby naprowadzane laserowo Paveway II, 2 pociski powietrze-powietrze AIM-9 Sidewinder. W komorze bombowej mieściły się cztery bomby 454 kg.

## Dane taktyczno-techniczne
- długość: 19,3 m
- rozpiętość: 13,4 m (S.1 – 12,9 m)
- wysokość: 4,95 m
- powierzchnia nośna: 47,82 m²
- masa własna: 13 600 kg
- masa maksymalna startowa: 28 123 kg
- napęd: 2 silniki turboodrzutowe o ciągu po 49,4 kN
- prędkość maksymalna: 1070 km/h (0,95 Ma)
- zasięg: km
- zasięg maksymalny: 4257 km (ze zbiornikami dodatkowymi)
- pułap praktyczny: ? m